# Индуизм в Непале
Индуизм является основной религией Непала. По переписи 2001 года, индуизм исповедовало 80,6 % населения. Второй религией по числу последователей был буддизм — 10,7 %. Остальная часть населения исповедует другие религии, включая ислам и христианство. Официальным календарём в Непале является Викрам-самват — солнечный индуистский календарь.
Согласно местным преданиям, индуистский мудрец по имени Не в доисторические времена обосновался в долине Катманду. От него и произошло название страны «Непал», означающее в переводе «место, которое защищает Не». Не проводил религиозные ритуалы в месте слияния рек Багмати и Вишнумати. Согласно легенде, Не выбрал благочестивого пастуха в качестве первого царя династии Гопала, которая правила Непалом более 500 лет.
Индуизм в Непале отличает близкая связь с буддизмом. Многие индуисты также поклоняются в буддийских храмах и наоборот.